# Diclorotris (trifenilfosfano) rutenio (II)
El diclorotris (trifenilfosfano) rutenio(II) es un complejo de coordinación de rutenio. Es un sólido de color marrón chocolate que es soluble en disolventes orgánicos como el benceno. El compuesto se utiliza como precursor de otros complejos, incluidos los utilizados en catálisis homogénea.

## Síntesis y propiedades básicas
RuCl2(PPh3)3 es el producto de la reacción de cloruro de rutenio(III) trihidratado con una solución metanólica de trifenilfosfano.
2 RuCl3(H2O)3 + 7 PPh3 → 2 RuCl2(PPh3)3 + 2 HCl + 5 H2O + 1 OPPh3
La esfera de coordinación de RuCl2(PPh3)3 puede verse como de cinco coordenadas u octaédrica. Un sitio de coordinación está ocupado por uno de los átomos de hidrógeno de un grupo fenilo. Esta interacción Ru --- H, una interacción agóstica, es larga: 2,59 angstroms (Å) y débil. La baja simetría del compuesto se manifiesta en las diferentes longitudes de los enlaces Ru-P: 2,374, 2,412 y 2,230 Å. Las longitudes de los enlaces Ru-Cl son ambas de 2,387  Å.

## Reacciones
En presencia de un exceso de trifenilfosfano, RuCl2(PPh3)3 se une a una cuarta fosfano, lo cual da RuCl2 (PPh3)4 negro. Los ligandos de trifenilfosfano en los complejos de trisfosfano y tetrakisfosfano son lábiles. Se sustituyen fácilmente por otros ligandos. En particular, el complejo de tetrakisfosfano es un precursor de los catalizadores de Grubbs.
El diclorotris (trifenilfosfano) rutenio(II) reacciona con monóxido de carbono y produce el isómero trans de dicloro (dicarbonil) bis (trifenilfosfano) rutenio(II).
RuCl2(PPh3)3 + 2 CO  →  trans,trans,trans-RuCl2(CO)2(PPh3)2 + PPh3
Este producto cinético se isomeriza al aducto cis durante la recristalización. Se genera trans-RuCl2(dppe)2 al tratar RuCl2(PPh3)3 con dppe (sigla de 1,2-bis(difenilfosfino)etano).
RuCl2(PPh3)3 + 2 dppe → RuCl2(dppe)2 + 3 PPh3
RuCl2(PPh3)3 cataliza la descomposición del ácido fórmico en dióxido de carbono e hidrógeno gaseoso en presencia de una amina. Dado que el dióxido de carbono se puede atrapar e hidrogenar a escala industrial, el ácido fórmico representa un medio potencial de almacenamiento y transporte.

## Uso en síntesis orgánica
RuCl (PPh3)3 facilita oxidaciones, reducciones, acoplamientos cruzados, ciclizaciones e isomerización. Se utiliza en la adición de Kharasch de clorocarbonos a alquenos.
El diclorotris (trifenilfosfano) rutenio(II) sirve como precatalizador para la hidrogenación de alquenos, nitroderivados, cetonas, ácidos carboxílicos e iminas. Por otro lado, cataliza la oxidación de alcanos a alcoholes terciarios, amidas a t-butildioxiamidas y aminas terciarias a α-(t-butildioxiamidas) utilizando hidroperóxido de terc-butilo. Usando otros peróxidos, oxígeno y acetona, el catalizador puede oxidar los alcoholes a aldehídos o a cetonas. Empleando diclorotris (trifenilfosfano) rutenio(II) también es posible la N-alquilación de aminas con alcoholes (ver «hidrógeno autotransferido»).
RuCl2(PPh3)3 cataliza eficazmente la formación de enlaces carbono-carbono a partir de acoplamientos cruzados de alcoholes mediante la activación C-H de carbonos sp3 en presencia de un ácido de Lewis.